# 照屋保
照屋 保（てるや たもつ、1964年12月 - ）は、日本の数学教育学者である。群馬大学教育学部准教授。専門は解析学（作用素環論）。

## 来歴・人物
- 1964年12月　沖縄県に生まれる。
- 1989年3月　北海道大学理学部数学科卒業
- 1991年3月　北海道大学大学院博士課程理学研究科修了
- 1992年4月　立命館大学総合理工学部講師
- 1997年4月　立命館大学総合理工学部助教授
- 2007年4月　立命館大学総合理工学部准教授
- 2010年4月　群馬大学教育学部准教授、現在に至る。

## 研究分野
- 解析学（作用素環論）

## 著書・論文

### 著書
- 『A characterization of normal extensions for subfactors GeNii』（Amer. Math. Sci、1999年）
- 『Normal intermediate subfactors GeNii』（J. Math. Soc. Japan、2002年）
- 『Lattices of intermediate subfactors GeNii』（Arch. Der Math、2004年）

## 所属学会
- 日本数学会